# Coaster
Coaster é o décimo primeiro álbum de estúdio da banda norte-americana NOFX, lançado em 28 de abril de 2009 pela gravadora Fat Wreck Chords.
O disco foi editado em vinil com o nome da Frisbee. As sessões de gravação iniciaram-se em Novembro de 2008 até Fevereiro de 2009.
| Críticas profissionais                                                      | Críticas profissionais |
| Avaliações da crítica                                                       | Avaliações da crítica  |
| Fonte                                                                       | Avaliação              |
| --------------------------------------------------------------------------- | ---------------------- |
| AbsolutePunk.net                                                            | (85%)                  |
| allmusic                                                                    | [ 5 ]                  |
| Bombshellzine.com                                                           | [ 6 ]                  |
| DecoyMusic.com                                                              | [ 7 ]                  |
| Punktastic                                                                  | [ 8 ]                  |
| QRO Magazine                                                                | (6.9/10)               |
| Rock Sound                                                                  | [ 10 ]                 |
| Strange Glue                                                                | [ 11 ]                 |
| Esta tabela precisa de ser acompanhada por texto em prosa. Consulte o guia. |                        |

## Faixas
1. "We Called it America" - 2:07
2. "The Quitter" - 1:52
3. "First Call" - 2:33
4. "My Orphan Year" - 2:59
5. "Blasphemy (The Victimless Crime)" - 2:54
6. "Creeping Out Sara" - 2:45
7. "Eddie, Bruce and Paul" - 3:53
8. "Best God in Show" - 3:29
9. "Suits and Ladders" - 2:25
10. "The Agony of Victory" - 2:07
11. "I Am an Alcoholic" - 2:36
12. "One Million Coasters" - 3:08

## Paradas
| Paradas (2009)         | Melhor posição |
| ---------------------- | -------------- |
| Billboard 200          | 36             |
| Top Independent Albums | 4              |
| Top Internet Albums    | 36             |

## Créditos
- Fat Mike – Vocal, baixo, teclados em "Blasphemy (The Victimless Crime)" e "Creeping Out Sara"
- Eric Melvin – Guitar, vocal
- El Hefe – Guitarra, vocal, trombone em "Best God in Show"
- Erik Sandin – Bateria